# Antonio Meluschi
Antonio Meluschi (Vigarano Mainarda, 22 dicembre 1909 – Bologna, 2 maggio 1977) è stato uno scrittore, giornalista e partigiano italiano.

## Biografia
Nato nel 1909 a Vigarano Mainarda, comune della provincia di Ferrara, non fu riconosciuto da entrambi i genitori e venne accolto in un brefotrofio di Ferrara. Non avendo potuto completare gli studi, si formò culturalmente come autodidatta.

Renata Viganò

Nel 1937 si sposò con Renata Viganò, un'infermiera antifascista e precoce scrittrice, che nel 1949 pubblicherà il romanzo L'Agnese va a morire, ambientato nelle Valli di Comacchio al tempo della guerra partigiana, vincitore del Premio Viareggio. Sempre nel 1937 Meluschi pubblicò il suo primo volume Pane, seguito due anni dopo dal romanzo autobiografico Strada. Durante il secondo conflitto mondiale, nel 1943, dopo la caduta del fascismo, aderì alla Resistenza. Catturato dalle SS a Belluno e torturato, riuscì a fuggire e riprese la lotta al comando di un battaglione della brigata "Mario Babini", fino alla conclusione del conflitto. Alla fine del 1949, in seguito al rinvenimento di materiale bellico, Meluschi, insieme ad altre otto persone, fu arrestato con l'accusa di occultamento e detenzione di armi e cospirazione politica ma, l'anno successivo, fu assolto e scarcerato.
Collaboratore di riviste e quotidiani, quali la rivista settimanale di critica letteraria il Meridiano di Roma, il quotidiano ferrarese Corriere Padano, L'Unità e la Gazzetta del Popolo, pubblicò, oltre ad altri testi di narrativa, alcuni saggi sull'esperienze della lotta partigiana.
Dopo aver pubblicato nel 1976 il suo ultimo volume L'armata in barca, morì l'anno successivo, a sessantasette anni, a Bologna. Il comune di Ferrara ha intitolato al suo nome una via cittadina.

## Opere

### Narrativa
- Pane, Bologna, La Diana scolastica, 1937.
- Strada, Bologna, M. Testa, 1939.
- Cartoni Animati, Bologna, M. Cantelli, 1940.
- La morte non costa niente, Bologna-Milano, Randa, 1946.
- Adamo Secondo, Milano, A. Mondadori, 1952.
- La fabbrica dei bambini, Milano, A. Mondadori, 1955.
- L'avena del diavolo, Milano, Parenti, 1961.
- L'armata in barca, Milano, Vangelista, 1976.

### Saggistica
- Guida sentimentale di Bologna, Bologna, Cappelli, 1946. Nuova ed. Bologna, Massimiliano Boni, 1994.
- Epopea partigiana, Bologna, Cappelli, 1947.